# Ctenichneumon inspector

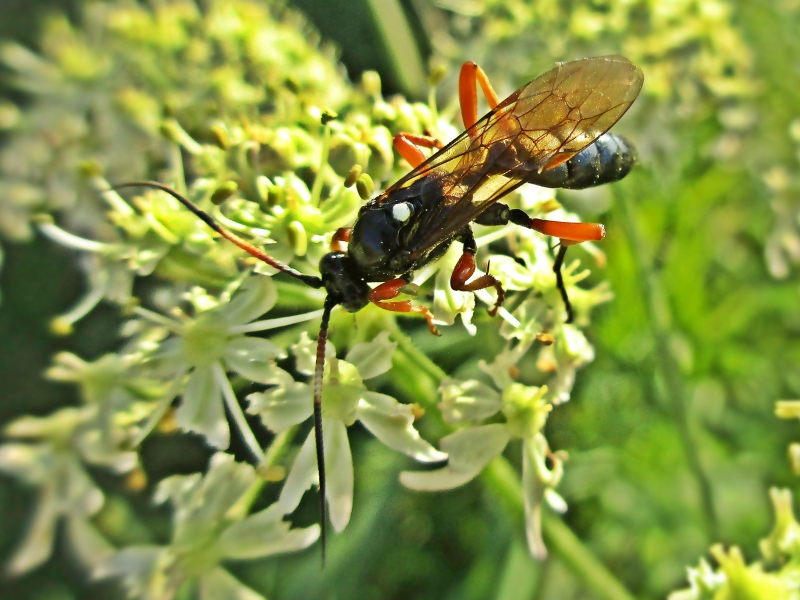
Ctenichneumon inspector nigriventris, Weibchen

Ctenichneumon inspector ist eine Schlupfwespe aus der Unterfamilie der Ichneumoninae. 

## Merkmale
Die Schlupfwespen erreichen eine Körperlänge von etwa 10 mm (Weibchen) bzw. 13,5 mm (Männchen). Sie besitzen eine schwarze Grundfärbung. Die Fühler der Weibchen sind mit Ausnahme eines weißen Bandes, das sich auf halber Länge befindet, schwarz. Die Fühler der Männchen sind vollständig schwarz. Auf dem Schildchen befindet sich ein weißer oder hellgelber Fleck. Bei den Weibchen sind bei der Nominatform die Tergite 2 und 3 rot gefärbt mit einem dunklen Hinterrand. Beim Männchen sind zusätzlich die hinteren Tergite teils rötlich gefärbt. Die Femora und Tibien sind gewöhnlich rot gefärbt. Das apikale Ende der hinteren Femora ist schwarz. Die vorderen und mittleren Tarsen sind gewöhnlich rot, während die hinteren schwarz gefärbt sind. Bei der Färbung der Beine kann es Abweichungen geben. Die Vorderflügel besitzen ein oranges Flügelmal. Der kurze Legestachel der Weibchen ist verdeckt.

## Verbreitung
Die Schlupfwespen-Art ist in Europa weit verbreitet. Sie ist auch in England vertreten. Nach Osten reicht ihr Vorkommen über Kleinasien und den Kaukasus bis nach Zentralasien (Kasachstan).

## Lebensweise
Die Flugzeit der Schlupfwespen dauert gewöhnlich von Ende April bis in den Oktober. Dabei weist die Art zwei kurze einmonatige Phasen erhöhter Aktivität auf. Die Schlupfwespen parasitieren Raupen verschiedener Eulenfalter (Noctuidae). Die Weibchen überwintern als Imagines unter Moos, unter Steinen oder in morschem Totholz.

## Unterarten
- Ctenichneumon inspector nigriventris (Berthoumieu, 1896) – der Hinterleib ist vollständig schwarz